# Escut de Masdenverge

Escut oficial de Masdenverge

L'escut oficial de Masdenverge té el següent blasonament:
Escut caironat: de sinople, un mas d'argent acompanyat de 2 rams d'olivera d'or fruitats de sable, un a cada costat. Per timbre una corona mural de poble.
Va ser aprovat el 27 de febrer del 2003 i publicat al DOGC el 14 de març del mateix any amb el número 3843. El mas és un element cantant tradicional, referent al nom del poble. Les branques d'olivera fan al·lusió al cultiu principal del municipi.

## Bandera
La bandera oficial de Masdenverge (Montsià) té la següent descripció:
Bandera apaïsada, de proporcions dos d'alt per tres de llarg, de color verd fosc amb el mas blanc de l'escut d'alçària 9/20 de la del drap i amplària 8/15 de la llargària del mateix drap, al centre, i amb els dos rams d'olivera grocs fruitats de negre de l'escut, d'alçària 4/5 i amplària 1/6, posats a cada costat del mas, centrats i a 1/15 de les vores de l'asta i del vol.
Va ser aprovada el 5 de febrer del 2004 i publicada en el DOGC l'1 de març del mateix any amb el número 4081. Està basada en l'escut heràldic de la localitat.